# Polícia Militar do Estado do Amapá
Polícia Militar do Estado do Amapá (PMAP) tem por função primordial o policiamento ostensivo e a preservação da ordem pública no Estado do Amapá. Ela é Força Auxiliar e Reserva do Exército Brasileiro, e integra o Sistema de Segurança Pública e Defesa Social do Brasil.
Seus integrantes são denominados Militares dos Estados, assim como os membros do Corpo de Bombeiros Militar do Estado do Amapá.

## Surgimento das Policias Militares no Brasil
O surgimento das policias militares brasileiras, deu-se  em Minas Gerais, onde já havia uma estrutura de força militar com funções semelhantes às de policiamento e controle social desde o período colonial. Em 1775, uma reorganização militar na capitania, com a criação do Regimento Regular de Cavalaria de Minas (RRCM), que é a célula Mater da Polícia Militar de Minas Gerias (PMMG),  resultou na substituição dos antigos terços por corpos auxiliares organizados em regimentos. Esse novo corpo atuava em atividades internas como patrulhamento e repressão, sendo empregado principalmente na proteção do escoamento do ouro pelas estradas reais até o litoral brasileiro, e na preservação da ordem pública na capitania de Minas Gerais. Assim, marcando essa organização militar como uma das mais antigas expressões de força policial estruturada no Brasil . A legislação imperial registra, ainda, a criação de outros corpos policiais nas províncias, como em 1809 no Rio de Janeiro, 1818 no Pará, em 1820 no Maranhão, em 1825 na Bahia, em Pernambuco, e em 1834 no Espírito Santo.

## História
Em 1943 foi criada uma Guarda Territorial (GT) para o Território do Amapá. Essa Guarda tinha caráter civil, e mesclava a missão de segurança pública com a de construção civil. Logo a seguir foi criado o plano de organização do Departamento de Segurança Pública e Guarda  Territorial (DSPGT). Foi somente a partir  da  implantação deste  plano que  a GT adquiriu o contorno de  Segurança Pública.

A missão do DSPGT  era proteger a vida e a propriedade dos habitantes do Território; prevenir qualquer  atividade contrária à ordem pública e as leis do País; policiar os costumes; cooperar na execução de obras  públicas; manter vigilância e defender os bens do  Território e suas autoridades. Com isso a GT passou a dar apoio às delegacias com armamento e pessoal. Os delegados eram Oficiais, enquanto  que os comissários eram Inspetores da Guarda. Em 1945 todos os  Municípios  possuíam  Delegado,  Escrivão, e Guardas.
A PMAP foi criada em 1975, com a denominação de Polícia  Militar  do  Território Federal do Amapá.
O efetivo foi formado por trinta e oito Oficiais R/2, do Exército Brasileiro, e três Oficiais da PMSE. Os Sargentos  foram  formados na PMMG e PMGO,  após concurso interno realizado na GT.
A partir dessa data  a GT foi gradativamente extinta. Seus integrantes tiveram como opção o aproveitamento na Polícia Militar, mediante seleção ou lotados em outros órgãos da administração do Território.

## Estrutura Operacional
Capital
- 1º Batalhão de Polícia Militar;
- 2º Batalhão de Polícia Militar;

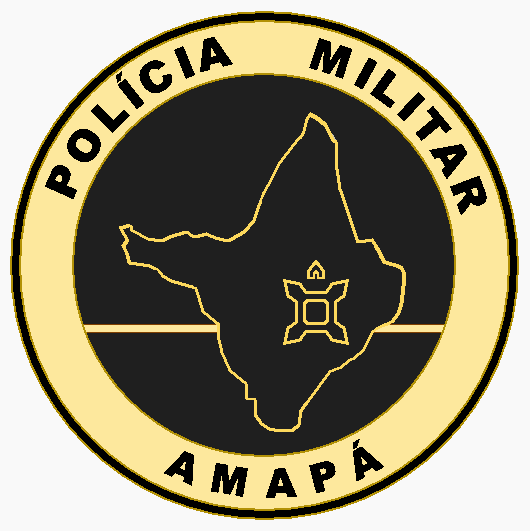
Antigo brasão da PMAP (1975-2011)

- 5º Batalhão de Polícia Militar - BOPE;
- 6º Batalhão de Polícia Militar;
- 8° Batalhão de Polícia Militar - CSG - Comando, Serviço e Guarda;
- 8° Batalhão de Polícia Militar - Zona Oeste;
- 9° Batalhão de Policiamento de Trânsito - BPTRAN;
- 13° Batalhão de Policiamento Rodoviário Estadual - BPRE.

Interior
- 3º Batalhão de Polícia Militar - Polícia Ambiental - Santana;
- 4º Batalhão de Polícia Militar - Santana;
- 7º Batalhão de Polícia Militar - Porto Grande;
- 11° Batalhão de Polícia Militar - Laranjal do Jari;
- 12° Batalhão de Polícia Militar - Oiapoque.